# Z'África Brasil
Z’Africa Brasil est un groupe de hip-hop brésilien, originaire de São Paulo. Il est formé en 1995 par Gaspar et Fernando Beatbox, très vite rejoints par Funk Buia, Pitcho et DJ Meio Kilo, puis par DJ Tano. Tous issus des favelas, ils privilégient dans leurs textes les références historiques à l’histoire oubliée du Brésil. Après leur rencontre avec Assassin en 2001, ils associent leurs forces. Leur dernier disque Verdade e traumatismo est sortie chez Livin'Astro.

## Biographie
Z'África Brasil, Z étant la première lettre pour Zumbi dos Palmares, est formé en 1995 à São Paulo par Gaspar et Fernandinho Beatbox. Deux ans plus tard, Pitchô et Funk Buia rejoignent le groupe. En 1999, le groupe publie une première compilation en Italie, intitulé Z’África Brasil - conceitos de rua, qui fat participer plusieurs groupes et artistes de rap italiens. Ils s'allient avec le duo Autoload et publient leur premier album au Brésil, intitulé Antigamente quilombos, hoje periferia, en 2002 ; il fait participer Rockin' Squat, Tairo, et Assassin. L'album concourt pour le Prêmio Hutúz et le groupe devient révélation de l'année,.
En 2006, Z'África Brasil publie son deuxième album studio, Tem cor age, avec la participation de Zeca Baleiro, Toca Ogan (de Nação Zumbi), et Fernando Catatau, entre autres. Le single-titre de l'album obtient un Prêmio Hutúz. En 2007, Z'África Brasil lance son premier EP en France, Verdade e traumatismo, au label Livin´Astro. En 2008 sort leur nouvel album, Branco e o Preto. Au début de 2015, après plusieurs années d'absence, le groupe publie son album Ritual I - A vida segundo os elementos do Hip Hop,.

## Discographie
- 2000 : Conceitos de rua (EP) (Vibra)
- 2002 : Antigamente Quilombos Hoje Periferia (album) (RapSoulFunk Rec. / Paradoxx)
- 2006 : Tem cor age (album) (Elemental)
- 2007 : Verdade e traumatismo (EP) (Livin’Astro)
- 2008 : Branco e o Preto
- 2015 : Ritual I - A vida segundo os elementos do Hip Hop